# Association Sportive Nancy-Lorraine 2009-2010
Questa voce raccoglie le informazioni riguardanti lo  Association Sportive Nancy-Lorraine  nelle competizioni ufficiali della stagione 2009-2010.

## Rosa
| N. |                           | Ruolo | Calciatore          |
| -- | ------------------------- | ----- | ------------------- |
| 1  | Francia (bandiera)        | P     | Gennaro Bracigliano |
| 3  | RD del Congo (bandiera)   | D     | Joël Sami           |
| 4  | Rep. del Congo (bandiera) | C     | Chris Malonga       |
| 5  | Brasile (bandiera)        | D     | André Luiz          |
| 6  | Francia (bandiera)        | C     | Pascal Berenguer    |
| 7  | Guinea-Bissau (bandiera)  | C     | Bocundji Ca         |
| 8  | Francia (bandiera)        | D     | Jordan Lotiès       |
| 10 | Senegal (bandiera)        | A     | Issiar Dia          |
| 11 | Francia (bandiera)        | A     | Djamel Bakar        |
| 12 | Mali (bandiera)           | C     | Bakaye Traoré       |
| 13 | Uruguay (bandiera)        | D     | Damián Macaluso     |
| 14 | Camerun (bandiera)        | A     | Paul Alo'o Efoulou  |
| 15 | Marocco (bandiera)        | A     | Youssouf Hadji      |

| N. |                    | Ruolo | Calciatore       |
| -- | ------------------ | ----- | ---------------- |
| 16 | Francia (bandiera) | P     | Damien Grégorini |
| 17 | Francia (bandiera) | A     | Gaston Curbelo   |
| 18 | Francia (bandiera) | C     | Julien Féret     |
| 20 | Marocco (bandiera) | D     | Michaël Chrétien |
| 22 | Francia (bandiera) | D     | Florian Marange  |
| 23 | Francia (bandiera) | C     | Jonathan Brison  |
| 25 | Francia (bandiera) | D     | Reynald Lemaître |
| 26 | Mali (bandiera)    | A     | Cheick Diabaté   |
| 27 | Marocco (bandiera) | D     | Abdeslam Ouaddou |
| 28 | Togo (bandiera)    | C     | Floyd Ayité      |
| 29 | Francia (bandiera) | C     | Alfred N'Diaye   |
| 30 | Francia (bandiera) | P     | Johan Lapeyre    |
| 40 | Francia (bandiera) | P     | Rémi Pillot      |